# Владимирский (Курск)
Владимирский  — микрорайон Железнодорожного округа города Курска Курской области России. Носит название посёлка, вошедшего в черту города в 1939 году.

## Название
По имени Владимира Ленина.

## География
Расположен в 2 км от железнодорожной станции Курск.

## История
С 1924 года на землях, прилегающих с юга к Мурыновскому посёлку, начался строиться жилой посёлок. Застройщиком выступил жилищно-строительный кооператив товарищества служащих станций Курск-1 и Курск-2. Это было обусловлено его близким расположением к месту службы будущих жильцов, а также близостью инженерных коммуникаций водопроводной магистрали, железнодорожной станции, канализации и электрического освещения.
Началась планировка квадратных жилых кварталов посёлка. В центре посёлка намечалось создать базарную площадь. На особой площади, расположенной ближе к Мурыновке, планировалось построить клуб и разбить общественный сад. Здесь же намечалось строительство школы и стадиона.
После смерти Владимира Ленина посёлок получил имя Владимирский.
Зимой 1926 года первые жители Владимирского посёлка заселили семь деревянных домов. На следующий год были сданы ещё 22 дома и заложены ещё 8. Дома представляли собой одноэтажную постройку с двумя квартирами внутри, площадью около 100 квадратных метров.
Дом строился на шлакоблочном цоколе из брёвен под наружную штукатурку.
Посёлок одноэтажных кооперативных домов разрастался. К 1928 году были проложены широтные улицы Союзная, Республиканская и Социалистическая и меридиональные улицы Льва Толстого (в 1939—1957 годах Кагановича, ныне Станционная), Ухтомского, Красное Знамя (с 1969 — Краснознамённая), Герцена и Волкова (ныне не существует). В 1930 году на улицах Ухтомского, Красное Знамя и Герцена были рассажены тополя. К концу 30-х годов XX века в посёлке насчитывалось 72 двухквартирных дома.
В 1935 году в посёлке проживало 142 жителя. В 1939 году Владимирский посёлок вошёл в состав Курска.
Жители завокзальной части Курска в Великую Отечественную стали первыми горожанами — жертвами бомбардировок фашистов. 29 августа 1941 года налёт немецкой авиации на Курск унёс жизни семи детей — в многодетной семье Соляниных погибли все, кроме матери.
В годы войны улица Кагановича была практически полностью разрушена. Особенно северный участок между улицами Союзной и Цюрупы — тут не осталось целых жилых домов. Жителям приходилось ютиться в руинах и землянках.
После окончания войны началось активное промышленное и гражданское строительство. В 1943 году началось строительство двухэтажных домов, в 1958 году — «хрущёвок» без ванн, затем современной застройки.
В 1965 году снесены дома по улице Волкова — сама улица перестала существовать, а территория вошла в застройку Союзной улицы.
Сегодня от старого одноэтажного Владимирского посёлка мало что осталось. На его месте возведены современные дома и кварталы.

## Экономика
На территории микрорайона находится Курский электроаппаратный завод, который является одним из важнейших предприятий города.

## Культура и образование
Школа № 15
Школа № 36
Детская школа искусств № 2 имени И. П. Гринёва
Детский сад № 24
Детский сад № 36
Детский сад № 77
Дом детского творчества